# Austrian Development Agency
Die Austrian Development Agency GmbH (kurz: ADA) ist Österreichs Agentur für Entwicklungszusammenarbeit und humanitäre Hilfe. Im Auftrag des Bundes plant, finanziert und begleitet sie Entwicklungsprogramme und -projekte in Ländern Afrikas, Asiens, Südost- und Osteuropas. Das Ziel der ADA ist, die Lebensbedingungen in Entwicklungsländern zu verbessern und die Partnerländer in ihrer nachhaltigen Entwicklung zu unterstützen. Außerdem fördert die ADA Projekte zur entwicklungspolitischen Kommunikation und Bildung in Österreich, um den Diskurs über Entwicklungszusammenarbeit zu stärken.

## Organisation und Geschichte
Die ADA ist eine gemeinnützige, nicht gewinnorientierte Gesellschaft mit beschränkter Haftung mit Sitz in Wien. Eigentümer ist die Republik Österreich, Eigentümervertreter das Bundesministerium für Europäische und Internationale Angelegenheiten.
Die Ziele und Aufgaben sind in der Novelle 2003 des Gesetzes über Entwicklungszusammenarbeit (EZA-G 2002) verankert. Das jeweilige Dreijahresprogramm der österreichischen Entwicklungspolitik gibt die geografischen und inhaltlichen Schwerpunkte vor.
Seit Juni 2025 wird das Unternehmen von Bernd Brünner geleitet.
In neun Ländern führt die Austrian Development Agency Auslandsbüros. Diese wickeln im direkten Austausch mit den jeweiligen Regierungen, anderen Gebern, der Zivilgesellschaft und der Wirtschaft Programme und Projekte ab und sorgen für den optimalen Einsatz der österreichischen Mittel.

### Auslandsbüros

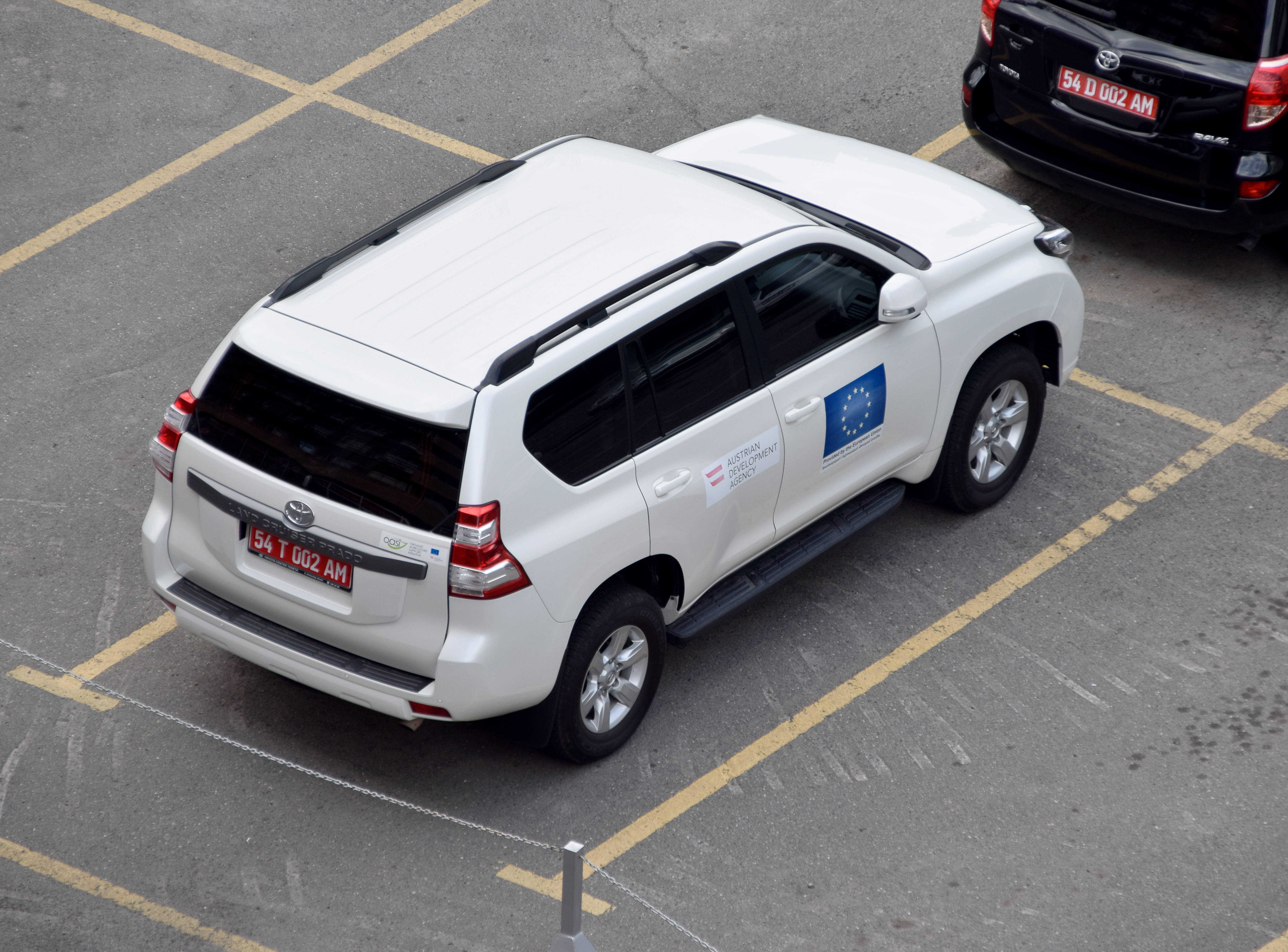
Fahrzeug der Austrian Development Agency in Jerewan, Armenien (2018)

| Land                     | Sitz        |
| ------------------------ | ----------- |
| Albanien                 | Tirana      |
| Armenien                 | Jerewan     |
| Äthiopien                | Addis Abeba |
| Georgien                 | Tiflis      |
| Kosovo                   | Pristina    |
| Moldau                   | Chisinau    |
| Mosambik                 | Maputo      |
| Palästinensische Gebiete | Ramallah    |
| Uganda                   | Kampala     |

## Aufgaben
Die Austrian Development Agency engagiert sich für die nachhaltige Verbesserung der Lebensbedingungen in den Partnerländern und trägt dazu bei, in Österreich das Verständnis für globale Zusammenhänge zu stärken.

### Auftraggeber und Partner
Als Einrichtung des Bundes steht die ADA allen öffentlichen Einrichtungen, der Zivilgesellschaft und Unternehmen mit Beratung und Unterstützung bei der Abwicklung entwicklungspolitischer Programme und Projekte zur Verfügung. Diese werden gemeinsam mit Partnern umgesetzt, die über Ausschreibungen, Antragsverfahren oder Calls for Proposals ermittelt werden.
Eng zusammengearbeitet wird auch mit Organisationen der Vereinten Nationen, mit den Internationalen Finanzinstitutionen und mit der Europäischen Union. Als akkreditierte Agentur setzt die ADA für die Europäische Kommission Projekte in Entwicklungsländern um.
Bei humanitären Krisen stützt sich die ADA auf bewährte österreichische und internationale Organisationen. Für konkrete Maßnahmen stehen nach entsprechenden Beschlüssen des Ministerrats Mittel aus dem Auslandskatastrophenfonds des BMEIA bereit.

### Förderungprojekte
Die Organisation fördert Projekte und Programme von Entwicklungsorganisationen, die ihren Sitz in Österreich haben und über fachliche Expertise und Eigenmittel verfügen. Die Vorhaben werden gemeinsam mit lokalen Partnern in den Entwicklungsländern geplant und durchgeführt.
Um mehr Aufmerksamkeit und Interesse für entwicklungspolitische Fragestellungen zu wecken, werden Vorhaben von zivilgesellschaftlichen Organisationen mit Sitz in Österreich finanziell unterstützt, die sich mit den Themen Menschenrechte, Geschlechtergerechtigkeit, Umwelt, Welthandel/fairem Handel und Corporate Social Responsibility sowie Globales Lernen befassen. Eine klare Kommunikation, weshalb Entwicklungszusammenarbeit unmittelbar für das Leben in Österreich Auswirkungen hat, steht ebenfalls im Fokus der ADA.
Das Programm Wirtschaftspartnerschaften richtet sich an österreichische bzw. europäische Unternehmen, die in Afrika, Asien, Lateinamerika, Südost- und Osteuropa Geschäftsideen mit entwicklungspolitischem Mehrwert verwirklichen wollen.